# Старые знакомые (мультфильм)
«Старые знакомые» — советский рисованный мультфильм, который создали в 1956 году режиссёры Мстислав Пащенко и Борис Дёжкин.
Второй мультфильм о спортивных соревнованиях между командами деревянных и мягких игрушек. Продолжение мультфильма «Необыкновенный матч».
Музыка из мультфильма была использована в дальнейшем в балете «Чиполлино»

## Сюжет
В начале мультфильма плюшевый медведь рассказывает зрителям о футбольном матче, проходившем в универмаге между командами отделов мягких и деревянных игрушек. Он напоминает о том, как нечестно играли деревянные футболисты, но в итоге всё равно проиграли.
На этот раз запланирован матч по водному поло, на котором горе-футболистов точно никто не ждёт. Узнав об этом, деревянные игрушки перекрасились и изменили походку так, чтобы их никто не узнал. Зайчик сообщает медведю, что видел деревянных футболистов, но так как те уже перекрасились, не может сказать точно. Через куклу Люсю заказывают фотографию, которую волчата — верные помощники деревянных игрушек — заливают чернилами.
Выяснить, кто же такие эти новые игрушки, отправляется зайчонок. Лидер деревянных игрушек был очень любезен с ним и рассказал, что они — команда ватерполистов «Чёрный лебедь» и что никакого отношения к деревянным футболистам они не имеют. Зайчонок побежал быстрее рассказывать это друзьям и заодно передать вызов их команде от команды «Чёрный лебедь». Тем временем в отделе мягких игрушек идут усиленные тренировки, за которыми наблюдают шпионы-волчата и всё докладывают лидеру деревянных игрушек.
Начался матч по водному поло между командами «СМИ» и «Чёрный лебедь», приз за победу в котором — автомобиль. «СМИ» сразу забивает первый гол, но «Чёрный лебедь» сравнивает счёт в следующем розыгрыше мяча. Дальше команде «СМИ» удаётся забить ещё два гола, и тогда деревянные ватерполисты решают начать играть нечестно, но это им тоже не помогает выиграть. Когда счёт становится 8:1 в пользу «СМИ», помощники деревянных игрушек выключают свет, и те пытаются украсть автомобиль. Но свет включается, и все игрушки пускаются в погоню за похитителями. В итоге деревянных грубиянов выгоняют из универмага, а приз достаётся команде «СМИ».

## Создатели мультфильма
| сценарий и постановка      | Мстислава Пащенко, Бориса Дёжкина                                                                                           |
| композитор                 | Карэн Хачатурян |
| художники постановщики:    | Борис Дёжкин, Валентина Василенко                                                                                           |
| оператор                   | Михаил Друян |
| звукооператор              | Николай Прилуцкий |
| стихи                      | Михаила Вольпина |
| художники-мультипликаторы: | Владимир Пекарь, Фёдор Хитрук, Вячеслав Котёночкин, Геннадий Новожилов, Надежда Привалова, Фаина Епифанова                  |
| роли озвучивали:           | Борис Андреев — Чубик-зазнайка, Юлия Юльская — заяц, Юрий Хржановский — медвежонок / вратарь, Виктория Иванова — кукла Люся |